# Prima lettera di Giovanni
La Prima lettera di Giovanni è una lettera tradizionalmente attribuita a Giovanni apostolo ed evangelista e inclusa tra i libri del Nuovo Testamento; è considerata la quarta delle cosiddette «lettere cattoliche». È datata attorno al 100.

## L'autore
Le testimonianze della tradizione concordano nell'attribuire questa lettera a Giovanni l'evangelista. Alcuni studiosi ritengono che il contenuto, il vocabolario e lo stile della lettera presentano infatti delle evidenti affinità con il Vangelo secondo Giovanni e che l'autore della Prima lettera e del "quarto vangelo" siano quindi la stessa persona. Secondo altri, il lavoro di redazione potrebbe invece essere stato realizzato a più mani. 
Comunque, tra gli studiosi contemporanei - in merito alla relazione tra le tre lettere e il Vangelo attribuiti all'apostolo Giovanni, figlio di Zebedeo - "la maggioranza ritiene che non si tratti della stessa persona, ma di qualcuno che conosceva molto bene gli insegnamenti contenuti in quel Vangelo e che intendeva affrontare alcuni problemi sorti nella comunità in cui si leggeva quel Vangelo" e, concordemente, gli esegeti del cattolico "Nuovo Grande Commentario Biblico" ritengono che in tali lettere "espressioni parallele in apertura delle lettere («che io amo nella verità», 2Gv1; 3Gv1; «Mi sono rallegrato molto di aver trovato... camminando nella verità», 2Gv4; 3Gv3), e in chiusura (2Gv12; 3Gv13) mostrano che le lettere sono della medesima persona" ma "un confronto tra 1Gv e il quarto vangelo indica che 1Gv (e di conseguenza 2 e 3Gv) non è opera dell'autore del vangelo".

## Datazione e destinatari del testo giovanneo
Secondo la tradizione, la lettera nella sua redazione finale dovrebbe essere stata scritta verso la fine del I secolo, probabilmente ad Efeso. Gli studiosi moderni concordano per una datazione attorno al 100, come conseguenza della sua dipendenza dal Vangelo secondo Giovanni e della mutazione nell'atteggiamento nei confronti della parusia; il terminus ad quem per la composizione è costituito da Policarpo, che nella sua Lettera ai Filippesi probabilmente scritta nel 135-137(7:1) cita 4:2.
Nel II secolo, tra tutti gli scritti attribuiti a Giovanni, solo la "Prima lettera" era riconosciuta da tutte le chiese come "Sacra Scrittura".
I destinatari della lettera sono pagani delle comunità dell'Asia Minore che si sono convertiti al Cristianesimo. Lo scopo che l'autore si prefigge è quello di richiamare le comunità cristiane all'amore fraterno e di metterle in guardia verso i falsi maestri gnostici ed eretici, che negavano l'incarnazione di Gesù Cristo (2,18-19). La comunione con Dio e con suo Figlio, che si realizza con la verità (1,6), l'obbedienza (2,3), la purezza (3,3), la fede (3,23; 4,3; 5,5) e l'amore (2,7.8; 3,14; 4,7; 5,1), è al centro della dottrina della prima lettera.
Il biblista e traduttore Antonio Martini, arcivescovo di Firenze, nella Prefazione al Nuovo Testamento del 1820, afferma che:
(Antonio Martini, Nuovo Testamento, tomo IX, (Prefazione), 1820)

## Contenuto

### Prologo
La lettera si apre con un prologo (1,1-4) che richiama la testimonianza di Giovanni e chiarisce la natura di annuncio e di comunione dello scritto.

### La luce e i comandamenti
L'autore riprende quindi il tema della luce, già centrale nel vangelo giovanneo, e lo collega al valore liberatorio del sacrificio di Gesù ("Ma se camminiamo nella luce, come egli è nella luce, siamo in comunione gli uni con gli altri, e il sangue di Gesù, suo Figlio, ci purifica da ogni peccato." 1,7). Segue quindi un invito a osservare i comandamenti: in particolare viene sollecitata la fedeltà al Verbo e viene ribadito l'invito all'amore fraterno ("Chi ama suo fratello, rimane nella luce" 2,10). Dopo un appello ai padri, ai giovani e ai figlioli, Giovanni ricorda quindi la caducità delle cose del mondo ("E il mondo passa con la sua concupiscenza, ma chi fa la volontà di Dio rimane in eterno", 2,17)

### L'ultima ora e l'Anticristo
Il passo successivo è dedicato all'ultima ora. Il termine di "Anticristo" appare per la prima volta proprio in questo scritto e subito dopo nella sola seconda lettera giovannea. Queste due lettere trovano la loro giustificazione nel precisare il modo corretto e quindi non gnostico, di interpretare il precedente scritto di Giovanni, il vangelo, togliendo ogni possibilità di fraintendimento.
Sono state proprio queste due lettere di precisazione a permettere al vescovo di Lione Ireneo originario proprio della patria di apostolato di Giovanni, l'Asia Minore, di perorare la causa di accettazione del vangelo giovanneo nel canone dei testi sacri della Grande Chiesa, la nascente Chiesa cattolica. 
Con il termine "Anticristo" Giovanni si riferisce a quelli che lui ritiene "falsi maestri", impegnati attivamente in un apostolato in cui insegnano una concezione dualista della relazione Padre-Figlio, che ha come conseguenza quella di separare il Figlio dal Padre. In questa lettera e nella seguente Giovanni ribadisce quanto già aveva scritto nel suo vangelo. Già dal vangelo di Giovanni si evince, infatti, che il Padre e il Figlio sono uno pur essendo due. Quando Filippo chiede a Gesù di mostrargli il Padre, di cui parla continuamente, Gesù gli risponde che è lui stesso, Gesù, consustanziale al Padre e che le parole che lui pronuncia non vengono dalla sua mente, ma che è il Padre, che è in lui, che parla attraverso di lui. L'Anticristo, quelli cioè che Giovanni definisce falsi maestri nell'insegnare la natura del Cristo, negano anche l'incarnazione del Cristo, che cioè il Figlio del Padre pur essendo Dio sia nello stesso tempo vero uomo. La negazione dell'umanità di Gesù appare a Giovanni come la caratteristica principale che permette di individuare l'Anticristo.

### Il comandamento dell'amore
Giovanni invita quindi i lettori a riconoscersi come figli di Dio ("Quale grande amore ci ha dato il Padre per essere chiamati figli di Dio, e lo siamo realmente!", 3,1) nell'attesa della sua piena manifestazione.
Il comandamento centrale diventa quindi quello dell'amore ("Chi non ama, rimane nella morte", 3,14)), anche a costo del sacrificio ("Da questo abbiamo conosciuto l'amore: Egli ha dato la sua vita per noi; quindi anche noi dobbiamo dare la vita per i fratelli.", 3,16).
L'amore che i cristiani vengono chiamati a praticare viene quindi messo in relazione con l'amore di Dio che si è sacrificato per la salvezza degli uomini. Lo stesso amore diventa inoltre una chiave per la conoscenza di Dio: "Nessuno mai ha visto Dio; se ci amiamo gli uni gli altri, Dio rimane in noi e l'amore di lui è perfetto in noi." (3,16).
La riflessione finale è quindi dedicata alla fede, dove nuovamente la figliolanza da Dio trova una sua espressione nella pratica dell'amore: "Chiunque crede che Gesù è il Cristo, è nato da Dio; e chi ama colui che ha generato, ama anche chi da lui è stato generato." (5,1).

### Comma Johanneum
Al capitolo quinto, ai versetti 1Gv5,7-8, è presente il cosiddetto "Comma Johanneum (Comma nelle parentesi quadre) " - 
"Poiché tre sono quelli che rendono testimonianza [nel cielo: il Padre, la Parola e lo Spirito Santo; e questi tre sono uno, e tre sono quelli che rendono testimonianza sulla terra]: lo Spirito, l'acqua e il sangue, e questi tre sono concordi" - che è ritenuto dalla maggioranza degli studiosi un'aggiunta successiva. Questo passo, infatti, non compare nei manoscritti della Vulgata latina prima dell'VIII secolo ed è presente solo in una decina di manoscritti greci del Nuovo Testamento datati tra X e XVIII secolo. Attualmente anche la maggior parte degli studiosi cattolici romani riconoscono che tali versetti non erano contenuti nel Nuovo Testamento greco. Il "Comma Johanneum" fu usato da teologi spagnoli-africani per sostenere la dottrina della Trinità di Dio.

### Epilogo
La lettera si conclude con un epilogo (5,13-21) che riprende sinteticamente alcuni dei temi affrontati nella lettera: la fiducia in Dio, la minaccia del peccato, la sicurezza del credente e la conoscenza di Dio come garanzia della vita eterna.

## Uso liturgico
Nel rito cattolico, la lettura di brani della Prima lettera di Giovanni è comune nel tempo di Natale e nel tempo di Pasqua. Alcuni passi vengono poi utilizzati nei riti della penitenza (1,5-10 e 2,1-11), delle esequie (3,14-16) e del matrimonio (4,7-13).